# Marijan Rističević
Marijan Rističević, cyr. Маријан Ристичевић (ur. 1 marca 1958 w Belgradzie) – serbski rolnik i polityk, parlamentarzysta, trzykrotny kandydat w wyborach prezydenckich.

## Życiorys
Ukończył szkołę średnią, zajął się pracą w rolnictwie. W 1998 założył organizację chłopską, w 1990 został sekretarzem Ludowej Partii Chłopskiej, a w 2002 stanął na czele tego ugrupowania. Zasiadał w parlamencie regionalnym Wojwodiny, był sekretarzem Koalicji Wojwodiny, a także burmistrzem miejscowości Inđija. W 1997 i w 2000 uzyskiwał mandat posła do Zgromadzenia Narodowego Republiki Serbii.
Trzykrotnie bez powodzenia kandydował w wyborach prezydenckich. W 2003 otrzymał 3% głosów, w 2004 i 2008 nie przekraczał 0,5% głosów. Przed wyborami parlamentarnymi w 2012 wprowadził swoje ugrupowanie do koalicji wyborczej skupionej wokół Serbskiej Partii Postępowej, uzyskując mandat poselski. W wyborach w 2014, 2016, 2020, 2022 i 2023 otrzymywał mandatowe miejsce na liście organizowanej przez postępowców, zapewniając sobie za każdym razem reelekcję.
Marijan Rističević uchodzi za trybuna ludowego i barwną postać serbskiej polityki dzięki swoim niekonwencjonalnym zachowaniom, m.in. zaparkowaniu ciągnika rolniczego przed budynkiem parlamentu.